# Igric
Igrici byli potulnými pěvci na Velké Moravě a ve středověkém Uhersku. Samotné slovo igrici je doloženo až v 17. století na Slovensku, v latinských pramenech byli nazýváni ioculatores „žertéři, žongléři”. Lze je srovnat s ruskými skoromochy a jihoslovanskými guslary.
Slovenský literární vědec Martin Golema se domnívá že igrici představovali v předkřesťanské slovanské společnosti vrstvu paměťových specialistů úzce svázaných s udržováním náboženského a mytopoetického vědění, kteří byli po christianiaci církví degradováni do pozice potulných pěvců a žertéřů. Maďarský historik L. Szegfü spojuje původ uherských regösů a igriczů také s táltoši, šamany předkřesťanských Maďarů.

## Etymologie a hypotézy
Slovo igric vychází z praslovanského *jьgrьcь, které se ozývá například také ve staročeském jhřec „herec, žertéř, hudebník“ a s kterým souvisí také české „hra“. Ze slovanských jazyků převzala výraz maďarština jako igricz a z ní se slovo zpětně dostalo do slovenštiny jako igric, kde je doloženo až v 17. století. *Jьgrьcь vychází z *jьgra, výrazu znamenajícího snad „zpěv s tancem“, který snad může být spojen s sanskrtským jájati „uctívat“ a starořeckým hagios „svatý“. S praslovanským výrazem však lze spojit řadu dalších slovanských slov z náboženské oblasti: české hrana ve smyslu „vyzvánění za mrtvého“, hornolužické grono „pořekadlo, pověst“ nebo církevně slovanské granъ „chvalozpěv“. Výraz může vycházet z praindoevropského *gwer- „chválit, velebit“, stejně jako žertva „oběť“.
Podle Golemy sémantika výrazu souvisí s chválením i magickou mocí a k překladu slovanského igrici do latinského ioculatores došlo nikoliv s ohledem na přesnost, ale z důvodu snahy církve vrstvu paměťových specialistů spojených s tradičním náboženství dehonestovat. Za další příklady slovanských paměťových specialistů v návaznosti na Vladimíra Karbusického, spojuje také senēs („starce“), na které se odvolává Kosmas ve své kronice, se slovanskými zajatci z roku 591, kteří měli u sebe jen kithary a nebyli navyklí válčit, zmiňovanými Theofylaktem Simokattém. Mimo slovanský prostor je pak srovnává s keltskými druidy a filid.